# John Carbutt
John Carbutt (1832-1905) fou la primera persona en utilitzar cel·luloide per fabricar pel·lícula fotogràfica (amb emulsió sensible).
Va néixer a Sheffield, Anglaterra el 2 de desembre de 1832. Es va traslladar a Chicago, Estats Units el 1853.
Carbutt va fundar l'empresa Keystone Dry Plate Works el 1879 i fou el primer en desenvolupar fulls de cel·luloide coberts amb emulsió fotogràfica per fer pel·lícula de cel·luloide el 1888. Al voltant del 1890 els va fabricar amb una llargària suficient i una amplària de 35 mm pel Quinetoscopi de William Kennedy Dickson, que va crear l'estàndard de pel·lícula de 35 mm per a les càmeres de fotografia en moviment i les càmeres d'imatge fixa. Aquest format és encara el format dominant fins avui, ja que la majoria de càmeres digitals d'alta gamma utilitzen un sensor de 35 mm i la pel·lícula de 35mm és encara utilitzada per un gran nombre de fotògrafs i cineastes.